# Vibraphone
 (mai 2015).
Améliorez-le ou discutez des points à vérifier. 
 (mars 2021).

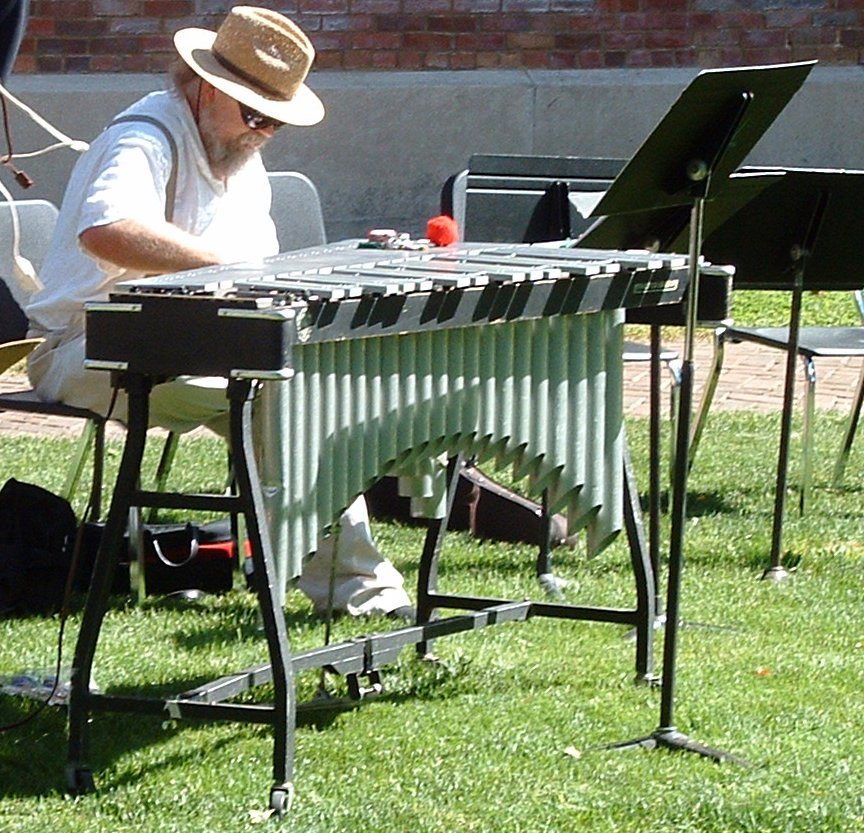
Un vibraphone Ludwig-Musser.

Le vibraphone est un instrument de musique, de la famille des instruments de percussion, et plus précisément de la branche des claviers. Souvent confondu avec le xylophone, le vibraphone est constitué de métal et non de bois.
Son nom est constitué de deux parties : vibra (pour vibrato) ; phone (pour phônê, voix en grec).
Le vibraphone a été inventé en 1916 par Hermann Winterhoff, qui s'est inspiré du glockenspiel, illustré dans la musique européenne depuis La Flûte enchantée pour les lames métalliques, et du marimba d'Amérique centrale pour les résonateurs accordés. Il est commercialisé en 1922, puis perfectionné par Henry Schluter en 1927. Si le premier vibraphoniste de talent fut le jazzman Lionel Hampton, l'instrument a également trouvé sa place dans la musique classique du XXe siècle, grâce à des compositeurs comme Edgard Varèse, Pierre Boulez ou Steve Reich. Il a été utilisé au fil des années dans des styles musicaux très différents (notamment la salsa), même s'il ne joue véritablement un rôle central que dans certaines formations de jazz.

## Présentation
Le vibraphone consiste en un cadre surmonté de lames de métal horizontales, sous lesquelles se trouvent des caisses de résonance appelées « résonateurs ». Ces dernières sont le plus souvent en aluminium ou en matière synthétique. Le vibraphone est composé d'un clavier qui, sauf exception, couvre trois octaves. Il n'est fait que de métal ; une petite barre de fer est attachée à une pédale, qui permet de l’abaisser afin de permettre un son continu (voir plus bas). Elle s'étend sur toute la longueur du clavier : en remontant, elle étouffe toutes les lames simultanément. L'instrument est également doté, sur le bord le plus proche des lames des caisses, de petits cercles de métal qu'on peut fermer et ouvrir en actionnant un moteur, ce qui donne des effets de vibration plus ou moins rapide selon la vitesse du moteur. On en joue avec des mailloches (baguettes entourées de fil.)

### Le vibrato
L'une des spécificités de l'instrument, à l'origine de son nom, est la présence, sur la plupart des modèles, d'un système de vibrato. Dans le cas du système dit « à ailettes » (le plus répandu), chaque tube est doté d'un clapet actionné par un moteur, dont l'ouverture et la fermeture produisent le vibrato. La vitesse d'oscillation peut être ajustée au moyen d'un variateur de vitesse. Indépendamment du moteur, les ailettes peuvent aussi être réglées manuellement de manière à brider ou non le volume sonore global du vibraphone.
Le terme « vibrato » est employé abusivement dans le cadre du vibraphone, étant donné que l'effet produit par la rotation des ailettes est une sorte d'intermédiaire entre un vibrato et un trémolo, ce qui serait à rapprocher de l'effet obtenu par la cabine Leslie.

### Les lames

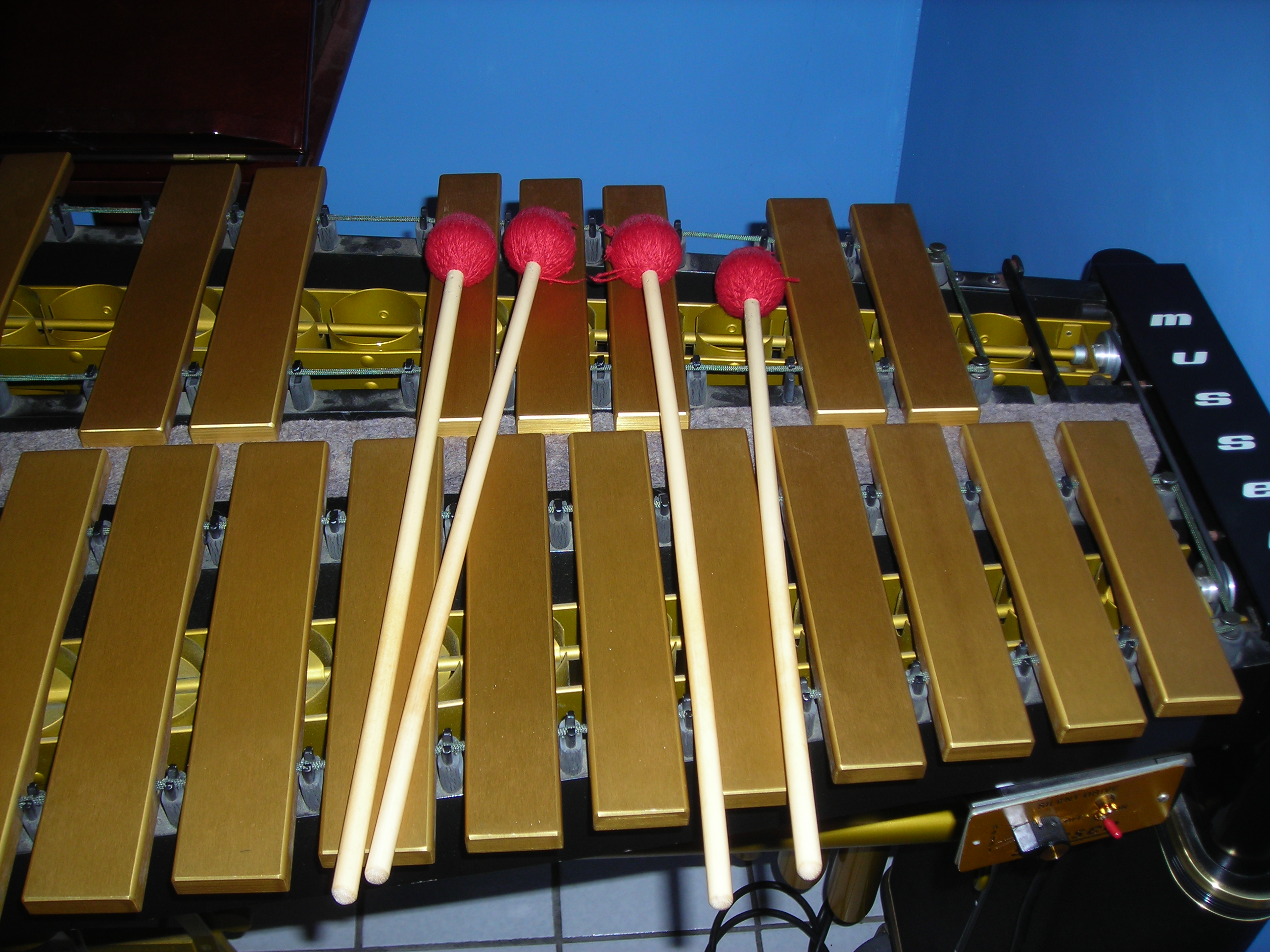

Les lames du vibraphone sont constituées de métal, de finition naturelle (grise) ou dorée, mat ou brillant. Cette particularité confère à l'instrument une longue tenue de note (beaucoup plus importante que sur un piano par exemple). Les lames des premiers prototypes de vibraphones étaient faites le plus souvent à partir d'acier, produisant un son brillant et riche en harmoniques. Très vite, les alliages à base d'aluminium ont supplanté l'acier car ils offraient une sonorité plus douce, avec des harmoniques plus faciles à gérer. Depuis, l'aluminium est resté le standard en matière de matériau pour les lames de vibraphone, et au fil des années les constructeurs ont apporté de petites modifications à leur alliage pour obtenir un son globalement moins brillant et plus équilibré en harmoniques.
Les lames sont disposées selon un clavier comparable à celui du xylophone ou du marimba, la différence résidant dans le fait que toutes les lames sont dans un même plan horizontal, tandis que les « touches noires » du xylophone et du marimba sont surélevées (à l'exception du Musser Deluxe Neo Classic Concert Grand Vibraphone, designé par Clair Omar Musser en 1941, et dont la Percussive Arts Society possède l'unique exemplaire qui présente un chevauchement des « touches noires » – surélevées – et des « touches blanches », dont l'étouffement simultané est commandé par l'action synchrone de deux rangées d'étouffoirs).
La largeur des lames peut être constante ou croissante en allant vers le grave, comme sur un marimba.

### La pédale
Une bande de feutre, placée sous les lames, permet de les étouffer. Maintenue au contact des lames par des ressorts, elle peut-être abaissée par une pédale, afin de laisser vibrer les lames, un peu comme sur un piano, à la différence près que sur un vibraphone, il faut actionner la pédale avant de jouer la lame, pour qu'elle puisse vibrer librement.
On distingue trois types principaux de pédales:
- la longue barre de métal, dite Bergerault (utilisée notamment par Bergerault, Studio 49, Premier, Marcon, Dynasty ou encore Saito sur certains modèles) ;
- la petite pédale centrale pivotante, dite Musser (en vigueur sur les instruments Musser, Yamaha, Ross, Adams (en), Vancore et sur certains instruments Saito) ;
- la petite pédale, plus large mais fixe (comme sur les vibraphones Van der Plas) .

### La tessiture
La majorité des vibraphones actuels ont une étendue de trois octaves (de Fa2 à Fa5, ou plus rarement de Do2 à Do5), bien que les modèles quatre octaves (de Do2 à Do6) commencent à être employés par certains vibraphonistes. Enfin, quelques rares modèles présentent une tessiture de trois octaves et demie (de Do2 à Fa5) en allant vers le grave, comme sur un marimba.
En termes de fréquences, le vibraphone trois octaves standard a donc une tessiture comprise entre 175 Hz environ, et 1 397 Hz.

## Les baguettes
Les baguettes sont composées d'un manche plus ou moins long et flexible (le plus souvent en rotin ou en bois, comme l'érable, et plus rarement en matière synthétique) à l'extrémité duquel est fixée la tête qui va frapper les lames. Cette dernière est constituée d'un noyau plus ou moins dur en fonction du son désiré, et recouvert d'une enveloppe textile à la manière d'une pelote de laine.
Les baguettes produisant le son le plus feutré sont qualifiées de douces, et possèdent le plus souvent un noyau en caoutchouc. Les baguettes medium produisent un son plus clair, tandis que les baguettes dures produisent un son brillant. Il existe toutes sortes d'intermédiaires et de dérivés à ces trois catégories : medium-douces, extra-dures, etc.
Le choix des baguettes à utiliser dépend du contexte musical et acoustique. Les baguettes douces produisent des sons graves ronds et chaleureux, mais présentent une attaque de note peu prononcée, ce qui atténue le volume global de l'instrument et rend les sons aigus difficiles à faire ressortir. À l'opposé, des baguettes dures permettent de jouer aisément les lames aiguës de l'instrument, mais donnent souvent un son froid et métallique dans les graves, avec beaucoup d'harmoniques. Pour pallier ce problème, certains vibraphonistes jouant à quatre baguettes utilisent une baguette douce pour les graves (baguette extérieure de la main gauche).

## Techniques de jeu

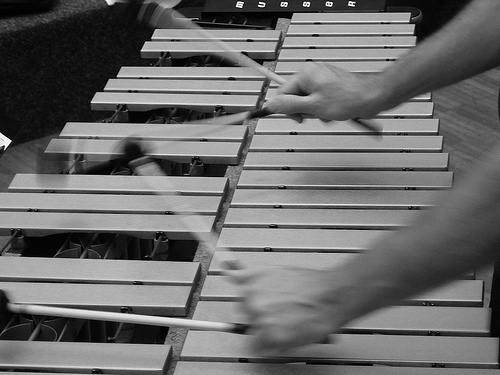
Jeu à quatre baguettes.

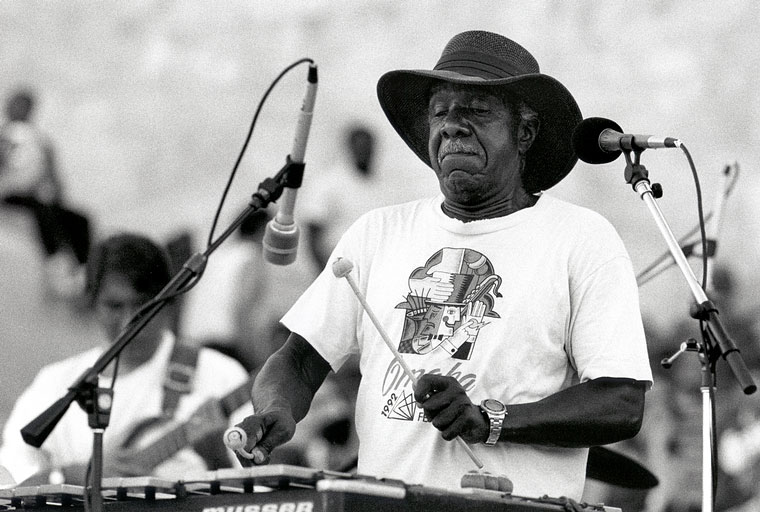
Luigi Waites jouant du vibraphone.

On croit généralement qu'au début de son histoire, le vibraphone se jouait à deux baguettes (à l'instar du xylophone). C'est une erreur. Lionel Hampton et Red Norvo utilisaient le jeu à quatre baguettes quand ils souhaitaient accompagner, par contre, ils faisaient leurs solos à deux baguettes. Il suffit d'écouter les disques pour s'en rendre compte. Cette manière de faire a aussi été celle de vibraphonistes plus récent (Mike Mainieri, Stefon Harris, Bobby Hutcherson...)
Milt Jackson, quant à lui, quand il souhaitait jouer en accords, n'utilisait souvent que trois baguettes.
Plus tard, avec entre autres Gary Burton, le jeu à quatre baguettes a considérablement évolué, ouvrant plus de possibilité sur le plan harmonique, et facilitant le doigté de passages délicats (notamment avec de grands écarts ou des arpèges).
À quatre baguettes, les techniques de jeu sont très variées. La prise de baguettes est très libre, la baguette « extérieure » pouvant être prise entre l'index et le majeur (prise dite « Burton », la plus courante), le majeur et l'annulaire, ou entre l'annulaire et l'auriculaire. Parfois même, certains vibraphonistes adoptent une prise asymétrique. Par ailleurs, les passages mélodiques (à une voix) peuvent être joués avec les baguettes intérieures (le plus courant) ou avec la baguette intérieure de la main gauche et la baguette extérieure de la main droite (technique « Burton »). Gary Burton fut l'un des innovateurs de la technique à quatre baguettes au vibraphone. Enfin, de très rares vibraphonistes et marimbistes virtuoses ont développé un jeu à six baguettes.
Les lames du vibraphone sont habituellement frappées en leur milieu, là où le son sera le meilleur. Cependant, dans le but de permettre le jeu de certains accords, les lames sont parfois frappées en leur extrémité au-dessus de l'étouffoir.
L'étouffement des notes constitue une part importante du jeu et de la musicalité. Le jeu de pédale doit être précis, afin d'éviter les mélanges de notes qui peuvent se révéler désagréables à l'écoute, en raison de l'extrême résonance des lames. Dans certaines situations, comme le maintien d'une note tandis que l'accord ou la mélodie changent, l'étouffement se fait en appliquant une baguette ou un doigt sur la lame à étouffer de sorte à stopper sa vibration ; on dit qu'on "dampe" la note, du verbe anglais to damp, étouffer.

## Exemples notables
Une des œuvres de musique contemporaine les plus importantes du mouvement minimaliste utilise le vibraphone comme véritable ordonnateur et chef d'orchestre de l'ensemble concertant. Il s'agit de Music for 18 Musicians de Steve Reich composée en 1976 où le vibraphone déclenche et assure les transitions tout au long des quatorze sections de la pièce. D'une manière générale, Reich a écrit de nombreuses compositions utilisant le vibraphone ou le métallophone comme instrument central, en particulier Variations for Vibes, Pianos, and Strings (2006) et Mallet Quartet (2009).
Darius Milhaud a écrit un Concerto pour marimba et vibraphone en 1947.
Bruno Giner a écrit des pièces pour vibraphone seul : Arche (2006) et http//vibra.bag (2008), ainsi que Ritorno (2010) pour flûte en sol et vibraphone.
Emmanuel Séjourné, compositeur et percussionniste français, a écrit un Concerto pour vibraphone et orchestre à cordes (1999), ainsi qu'un Double Concerto pour vibraphone, marimba et orchestre (2012).
Luigi Morleo, compositeur et percussionniste italien, a écrit un concerto pour vibraphone et quartet à cordes : Diritti: NO LIMIT (2013).
François Narboni, compositeur et vibraphoniste français, a écrit des Études pour vibraphone (2002) et Melancoli pour vibraphone seul (2007).

## Quelques vibraphonistes

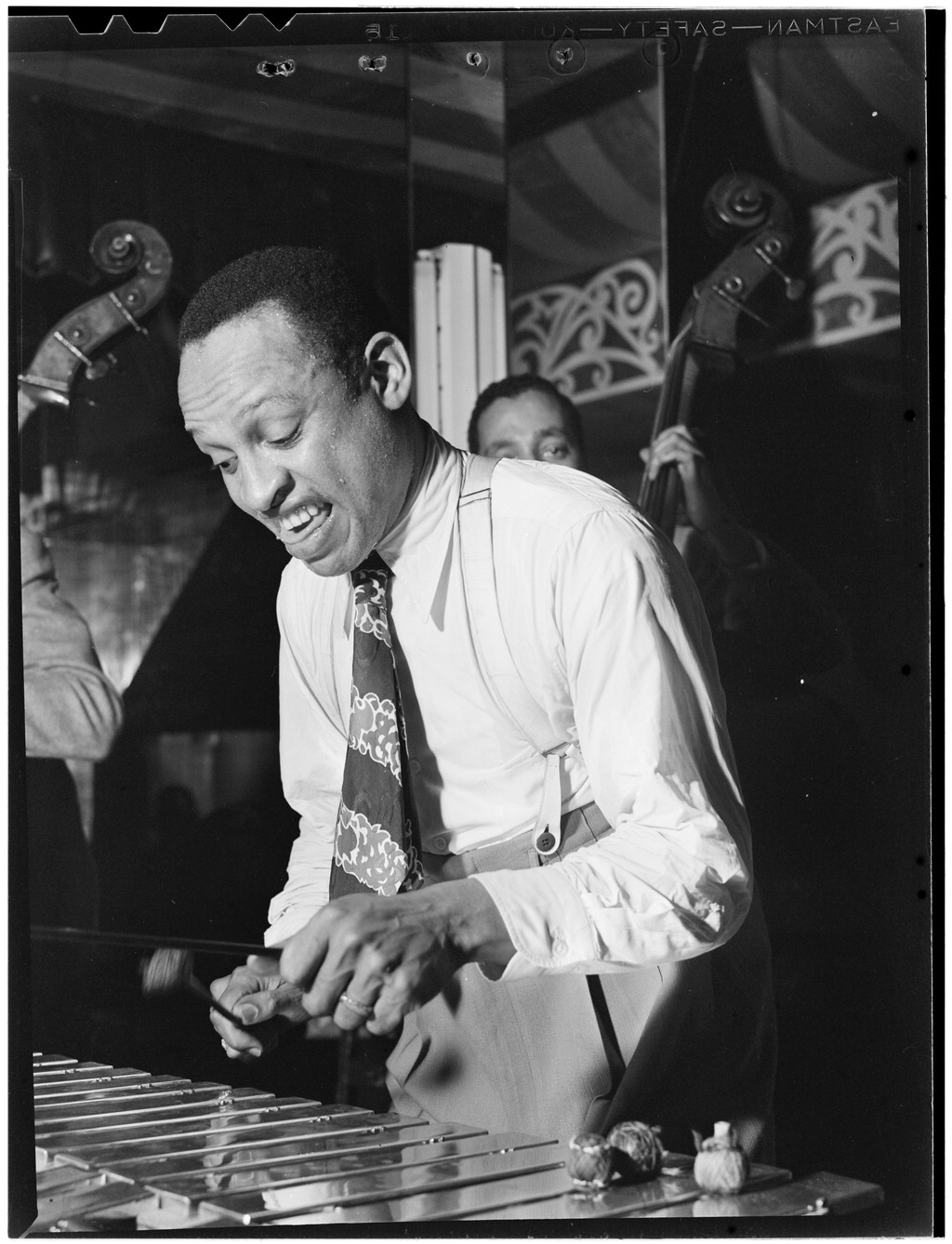
Lionel Hampton au vibraphone, à lAquarium de New York, en 1946.

Lionel Hampton, Sadi, Red Norvo, Gary Burton, Terry Gibbs, Eddie Costa, Bobby Hutcherson, Milt Jackson, Cal Tjader, Walt Dickerson, Roy Ayers, Mike Mainieri, Vincent Montana, Jr., David Friedman (en), Emmanuel Séjourné, Michel Hausser, Warren Wolf, Jean Barraqué, Karl Berger, Christian Burchard, Paolo Conte, Stefon Harris, Joe Locke, Pierre Moerlen, Dany Doriz, Steve Nelson, Dave Pike, Franck Tortiller, Joe Locke, Tim Collins, Guy Cabay, Bernard Lubat, Pascal Schumacher, Yvan Landry ou Marie-Josée Simard, François Narboni, Tito Puente.